# Ulrichskapelle (Östringen)

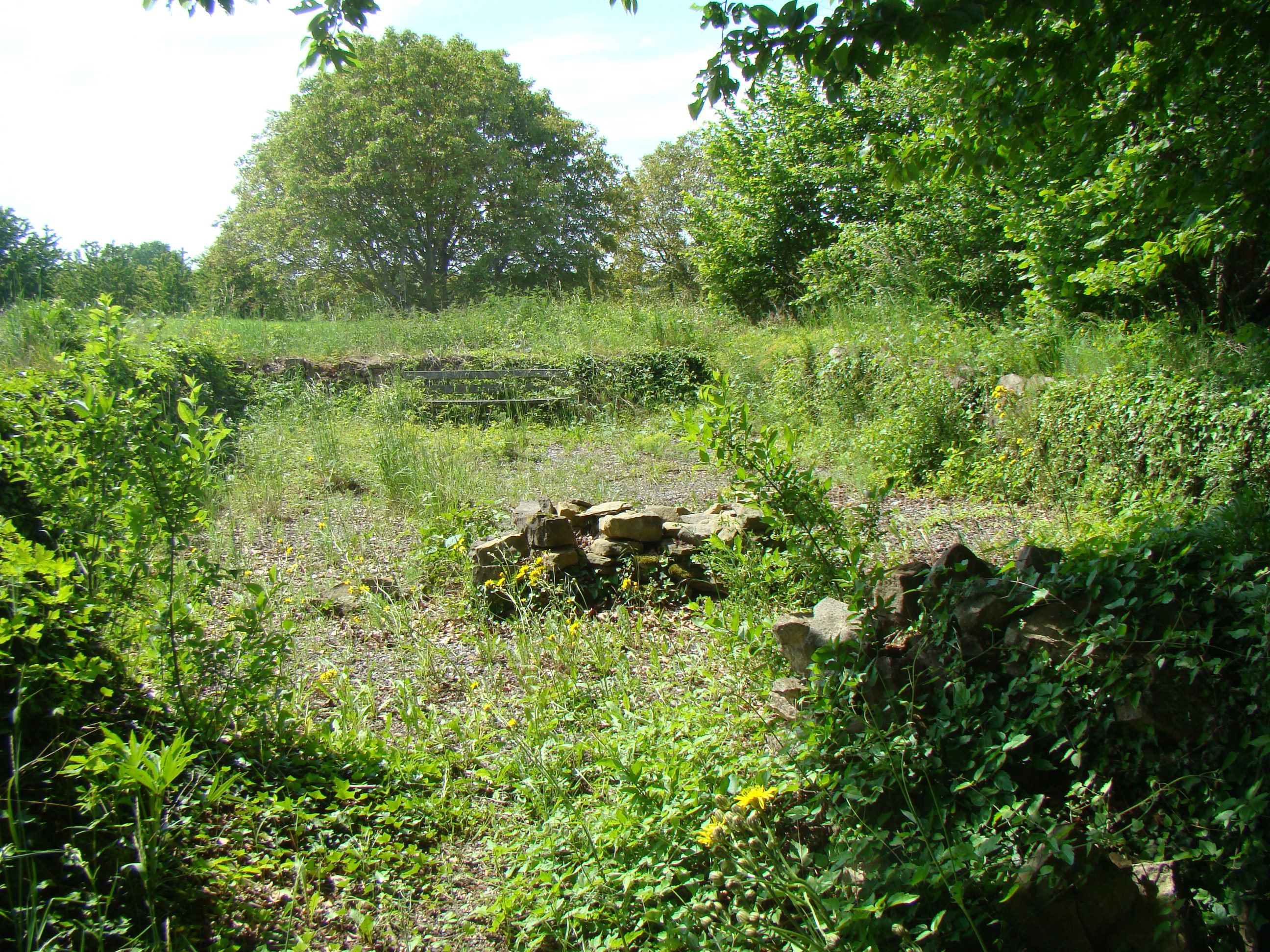
Ruine der Ulrichskapelle bei Östringen

Die Ulrichskapelle im Ulrichsbruch bei Östringen im Landkreis Karlsruhe im nördlichen Baden-Württemberg war eine mittelalterliche Kapelle, die dem heiligen Ulrich geweiht war. Die Kapelle ist spätestens seit dem 18. Jahrhundert verfallen.
Die Kapelle wurde 1337 von Eberhard von Ramberg für den halben Zehnten an Sinsheimer Bürger verkauft. 1414 verkauften Ulrich von Flehingen und Adelheid von Beimingen Zehntrechte an St. Ulrich dem Domstift Speyer. 1431 erwarb das Domstift auch die restlichen Zehntanteile. Das Domstift übertrug 1617 dem Bürger Baur die Verpflichtung zum baulichen Unterhalt der Kapelle. 1663 leistete das Domkapitel einen Kostenersatz für die Renovierung der Kapelle. 1738 lehnte das Domkapitel den Wiederaufbau der Kapelle ab.